# Хайди Клум
Хайди Клум (на немски: Heidi Klum) е германска манекенка, продуцентка, телевизионна водеща и актриса. Тя е сред ангелите на Victoria's secret.

## Биография
Родена е на 1 юни 1973 г. в Бергиш Гладбах, Германия. Баща ѝ Гюнтер е изпълнителен директор на козметична компания, а майка ѝ Ерна е фризьорка. След като завършва училище, отказва да учи моден дизайн и решава да започне кариера на манекенка.
През 1993 г. Хайди Клум прекосява океана, за да работи в Маями. Малко по-късно се премества в Ню Йорк. От октомври 1993 г. живее в Манхатън. През 1996 г. регистрира марката Heidi Klum GmbH. През 1997 г. за първи път се изявява на подиума на Victoria's Secret Fashion Show и сключва договор със световноизвестните производители на бельо. През 1998 г. става първото германско момиче, което се появява (при това по бански) на корицата на Sports Illustrated Swimsuit Issue. Хайди Клум е партньор с германската компания LR, в сътрудничество с която създава серия от козметични продукти с високо качество.

## Личен живот
През 1997 г. се омъжва за фризьора Рик Пипино, но пет години по-късно се развеждат. След това има връзка с боса на „Рено“ Флавио Бриаторе. Двамата се разделят, когато тя е бременна в шестия месец. През май 2004 г. се ражда дъщеря ѝ Лени.
През май 2005 г. тя се омъжва за поппевеца Сийл. От брака си имат три деца. Две момчета – Хенри Гюнтер и Джоан Райли и едно момиче, Лу Сулола, родено на 9 октомври 2009 г. На 21 ноември 2009 г. тя официално приема фамилията на съпруга си Сийл и се казва Хайди Самуел. В началото на 2012 г. двамата се разделят.
Хайди Клум се изявява и като актриса – участва в сериала „Шеметен град“ по ABC, играе епизодична роля в „Сексът и градът“, както и в комедията „Фризьори“. Известна е и като телевизионна водеща. Води реалити шоуто „Топ дизайнер“ („Project Runway“), което се излъчва в България и „Следващият топ модел на Германия“, което продуцират заедно с Тайра Бенкс.